# レオーベン条約
レオーベン条約（レオーベンじょうやく）またはレオーベン仮条約（レオーベンかりじょうやく、独: Vorfrieden von LeobenまたはPräliminarfriede von Leoben, 仏: traité de Leobenまたはpaix de Leoben）は、1797年4月18日にナポレオン・ボナパルトとオーストリア（ハプスブルク帝国）との間でシュタイアーマルクのレオーベンにおいて調印された条約である。この条約は、多くの秘密条項を含んでいた。 
条約ではオーストリア領ネーデルラントがフランスに割譲されることを定めた。また秘密条項ではオーストリアがネーデルラントとイタリアの領地を失う代償としてヴェネツィア共和国が分割されることを定めた。条約は、1797年10月17日に最終的な和平協定であるカンポ・フォルミオ条約によって承認された。